# Melissanthi Mahut
Melissanthi Mahut (née le 20 septembre 1988,) est une actrice canadienne et grecque. Elle est connue pour son rôle de Kassandra dans Assassin's Creed Odyssey et pour avoir joué Mita Xenakis dans le film Netflix Eurovision Song Contest: The Story of Fire Saga,.

## Jeunesse et éducation
Mahut est née à Toronto, en Ontario et a grandi en Grèce. Son père est québécois, tandis que sa mère est grecque. Elle a fréquenté l'école d'art dramatique du Théâtre national de Grèce et a ensuite étudié à la Royal Academy of Dramatic Art (RADA). Elle est diplômée de la RADA avec un BA en théâtre en 2012,.

## Carrière
La carrière de Mahut a commencé en Grèce où elle a joué dans des productions théâtrales ainsi que dans des courts et longs métrages tels que Mythopathie (Νοτιάς), Le goût de l'amour (Η Γεύση της Αγάπης),,.
En 2017, elle a décroché le rôle de Kassandra dans le jeu vidéo Assassin's Creed Odyssey pour lequel elle a reçu un large succès critique ainsi qu'une reconnaissance mondiale pour sa performance, notamment une nomination aux BAFTA Games Awards, aux DICE Awards et aux Game Awards,,,,.
En 2020, elle est apparue dans le rôle de la candidate grecque à l'Eurovision Mita Xenakis dans le film Netflix Eurovision Song Contest: The Story of Fire Saga aux côtés de Will Ferrell, Rachel McAdams et Dan Stevens. La sortie du film était prévue pour mai 2020, mais en raison du COVID-19, elle a été reportée au 26 juin,. En 2020, Mahut a prêté sa voix au personnage d' Athéna dans le jeu vidéo Immortals Fenyx Rising. Elle a eu un rôle récurrent dans deux parties de la série d'anthologie grecque The Other Me (Έτερος Εγώ) basée sur le thriller policier grec de 2016 du même nom. En 2022, elle a joué dans un épisode autonome de la série télévisée grecque Kart Postal.
En 2022, Mahut a joué Calliope dans le onzième épisode de la production Netflix The Sandman de Neil Gaiman. Il s'agit d'une adaptation de la série de bandes dessinées du même nom, créée par Gaiman et publiée par DC Comics,, et en 2023, elle a eu un petit rôle dans le film américain de science-fiction Meg 2: The Trench, où elle a joué le rôle de Rigas, un agent de sécurité.

## Filmographie
| Year | Title                                           | Role         | Notes        |
| ---- | ----------------------------------------------- | ------------ | ------------ |
| 2010 | Artherapy                                       | Herself      | Film         |
| 2014 | In Transit                                      | Tina         | Film         |
| 2015 | Worlds Apart                                    | Employee     | Film         |
| 2016 | Mythopathy                                      | Betty        | Film         |
| 2016 | Luna Bar                                        | Crazy girl   | Film         |
| 2018 | The Taste of Love                               | Pavlina      | Film TV      |
| 2019 | The Other Me: Lost Souls                        | Tonia        | Série TV     |
| 2020 | Eurovision Song Contest: The Story of Fire Saga | Mita Xenakis | Film Netflix |
| 2020 | The Other Me: Catharsis                         | Tonia        |              |
| 2022 | Kart Postal                                     | Sophia       | Série TV     |
| 2022 | The Sandman                                     | Calliope     |              |
| 2023 | En eaux très troubles                           | Rigas        | Film         |
| 2024 | The Turkish Detective                           | Lina         | Série TV     |

| Année | Titre                         | Rôle               |
| ----- | ----------------------------- | ------------------ |
| 2017  | Assassin's Creed Origins      | Personnages divers |
| 2018  | Assassin's Creed Odyssey      | Kassandra          |
| 2019  | Discovery Tour: Grèce antique | Kassandra          |
| 2020  | Immortels Fenyx Rising        | Athéna             |
| 2021  | Assassin's Creed Valhalla     | Kassandra          |
| 2023  | Assassin's Creed Nexus VR     | Kassandra          |

## Théâtre
| Année     | Jouer                      | Rôle            | Théâtre                    |
| --------- | -------------------------- | --------------- | -------------------------- |
| 2012      | Le Malentendu              | Maria           | King's Head Theatre        |
| 2013–2015 | The House of Bernarda Alba | Adela           | The Vault Theatre          |
| 2015–2016 | Crime and Punishment       | Sonya           | Théâtre national de Grèce  |
| 2016–2017 | Metropolis                 | Médée/Messagère | Small Theatre of Epidaurus |

## Distinctions
| Année | Travail                  | Prix                  | Catégorie                              | Résultat   | Réf.   |
| ----- | ------------------------ | --------------------- | -------------------------------------- | ---------- | ------ |
| 2018  | Assassin's Creed Odyssey | The Game Awards       | Meilleure performance                  | Nomination | [ 12 ] |
| 2018  | Assassin's Creed Odyssey | Gamers' Choice Awards | Actrice de doublage préférée des fans  | Nomination | [ 25 ] |
| 2018  | Assassin's Creed Odyssey | DICE Awards           | Performance exceptionnelle en doublage | Nomination | [ 13 ] |
| 2018  | Assassin's Creed Odyssey | BAFTA Game Awards     | Meilleur interprète                    | Nomination | [ 11 ] |